# コスモス2I
コスモス-2I（GRAU Index: 11K63, 同様にCosmos-2Iとしても知られる）はソビエトで1961年から1977年に人工衛星の打ち上げに使用されたR-12系列の2形式の人工衛星打ち上げ用ロケットの識別名称である。それらはR-14から派生したコスモス3 とコスモス3Mに発展した。